# دومینگوس دوارته
دومینگوس دوارته (انگلیسی: Domingos Duarte؛ زادهٔ ۱۰ مارس ۱۹۹۵) بازیکن فوتبال اهل پرتغال است.
از باشگاه‌هایی که در آن بازی کرده‌است می‌توان به گروه ورزشی شاوش، باشگاه فوتبال اسپورتینگ، باشگاه فوتبال دپورتیوو لا کرونیا و باشگاه فوتبال بلننسس اشاره کرد.
وی همچنین در تیم‌های ملی فوتبال زیر ۱۹ سال پرتغال، زیر ۲۰ سال پرتغال، زیر ۲۱ سال پرتغال و پرتغال بازی کرده‌است.